# Glossosoma sumitaensis
Glossosoma sumitaensis är en nattsländeart som beskrevs av Kobayashi 1982. Glossosoma sumitaensis ingår i släktet Glossosoma och familjen stenhusnattsländor. Inga underarter finns listade i Catalogue of Life.